# Kongofliköga
Kongofliköga (Platysteira jamesoni) är en fågel i familjen flikögon inom ordningen tättingar.

## Utbredning och systematik
Fågeln förekommer i östra Demokratiska republiken Kongo, Uganda, sydligaste Sydsudan, västra Kenya och nordvästligaste Tanzania. Den behandlas som monotypisk, det vill säga att den inte delas in i några underarter.

## Status
Naturvårdsunionen IUCN placerar den i hotkategorin livskraftig.

## Namn
Fågelns vetenskapliga namn hedrar den irländske samlaren, jägaren och upptäcktsresanden James Sligo Jameson (1856-1888).